# Faixa de transição morfoclimática

## Definição
Faixas morfoclimáticas são áreas intermediárias entre as regiões naturais, muitas vezes agrupam características de dois ou mais domínios morfoclimáticos. Além disso, as faixas de transição são áreas de grande biodiversidade pois nelas encontram-se várias espécies de vários domínios. 

## OPantanal

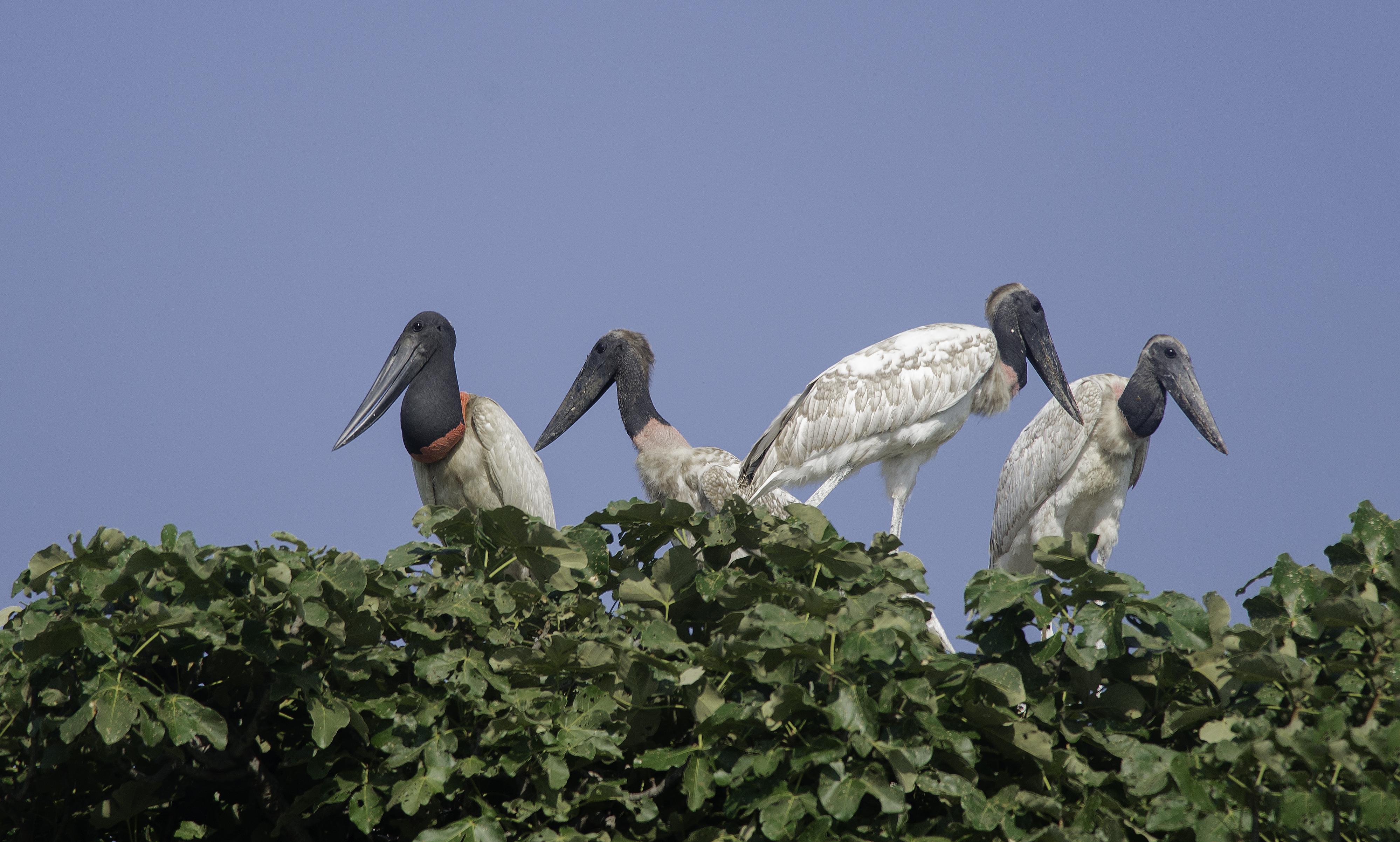
Tuiuiús, aves presentes no Pantanal

Nessa faixa que ocupa poucas partes do sudoeste do Mato Grosso, oeste do Mato Grosso do Sul, além da Bolívia e do Paraguai (denominado Chaco nesses países), a paisagem apresenta vegetação bastante diversificada, composta de florestas, Cerrados e até espécies típicas da Caatinga. O relevo é formado por uma vasta planície, com rios extensos e volumosos. O clima é quente, com uma estação chuvosa (de novembro a maio) e outra seca (de maio a outubro). Na estação chuvosa, os leitos dos rios transbordam e as águas inundam grande parte de planície.

## AMata dos Cocais

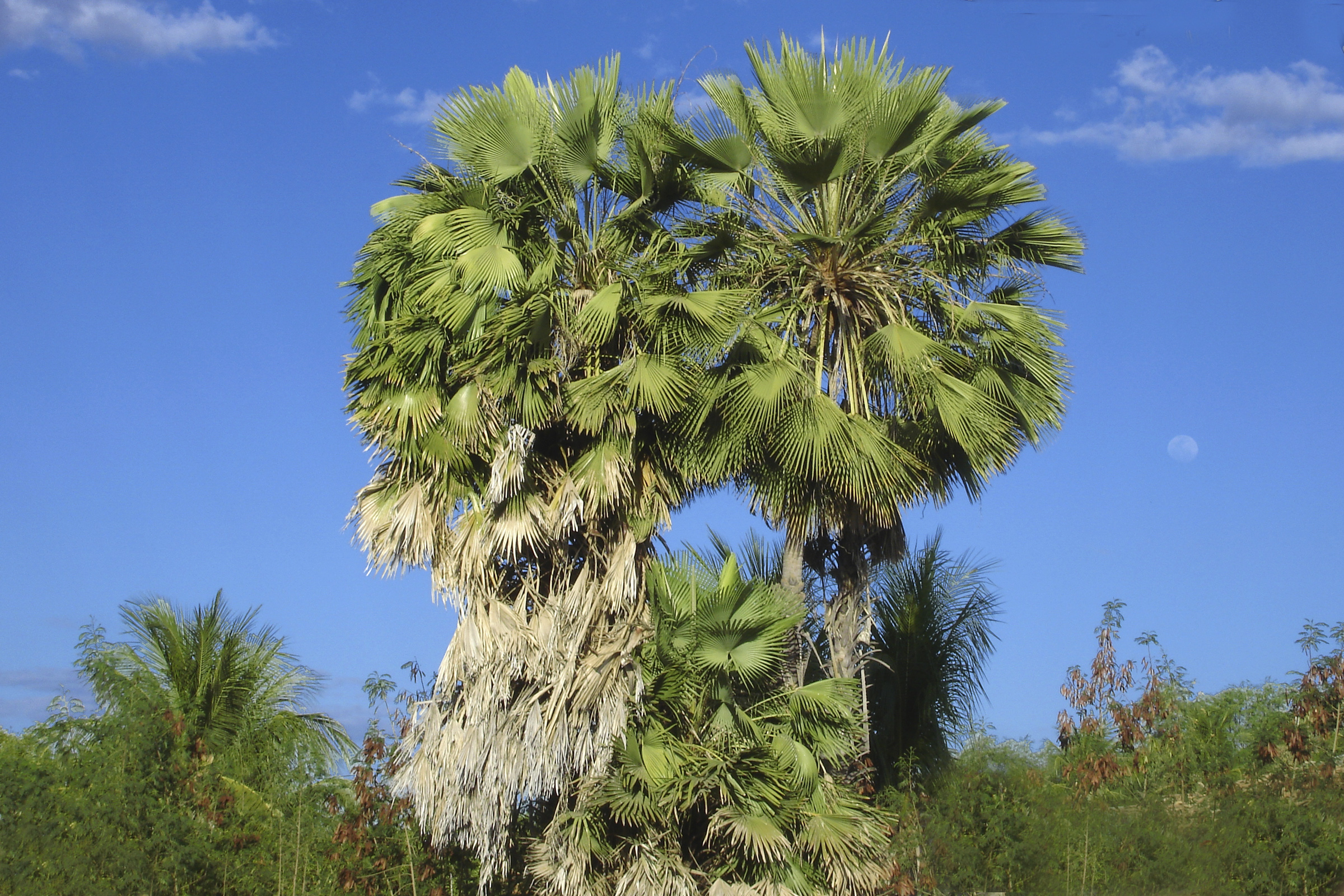
Carnaúba

Floresta de Transição entre o domínio seco da Caatinga, no Nordeste; o Cerrado (ao sul) e o domínio úmido da Amazônia. Essa mata, que se encontra principalmente no norte dos estados do Maranhão e Piauí, destaca-se pela presença de duas especies de palmeira: 

- O Babaçu, que pode atingir de 15 a 20 m de  altura, e domina a porção oeste, próximo ao clima mais úmido da Amazônia;
- A Carnaúba, que também pode atingir ate 20 m de altura, e predomina na porção leste, de clima mais seco da Caatinga.

Da mesma forma como os climas, que não possuem limites abruptos entre eles, a mudança de uma vegetação para outra ocorre de uma forma gradual, gerando desta forma as áreas de transição.
Faixas de transição é tudo o que fica entre os domínios morfoclimáticos.